# Dicranomyia clathrata
Dicranomyia clathrata là một loài ruồi trong họ Limoniidae. Chúng phân bố ở miền Cổ bắc.